# Allocosa gabesia
Allocosa gabesia là một loài nhện trong họ wolfspinnen (Lycosidae).
Loài này thuộc chi Allocosa. Allocosa gabesia được Carl Friedrich Roewer miêu tả năm 1959.